# Grand Bahama Stadium
Grand Bahama Stadium – stadion w mieście Freeport na Bahamach. Obiekt używany jest głównie do gry w piłkę nożną. Jest on głównym stadionem na wyspie Wielka Bahama. Na obiekcie swe mecze rozgrywa futbolowa drużyna Freeport F.C..
Grand Bahama Stadium, w normalnej konfiguracji, posiada miejsca dla 3100 widzów.